# Oliwka Brazil
Oliwka Brazil, właśc. Oliwia Anna Bartosiewicz (ur. 29 listopada 2001 w Markach) – polska raperka i piosenkarka.
W 2021 podpisała kontrakt z Warner Music Group.
W tekstach swoich piosenek „w bardzo wulgarny i pozbawiony polotu sposób” mówi o seksie. Klementyna Szczuka w swoim felietonie dla Krytyki Politycznej wskazuje, że Oliwka Brazil tworzy teksty, które dotychczas w Polsce były domeną męskich raperów.

## Dyskografia

### Albumy
| Rok  | Dane dot. albumu                                                                                                  |
| ---- | --- |
| 2024 | Oh My Gawd - Wydany: 18 listopada 2024 - Wytwórnia: Warner Music Poland - Format: CD, digital download, streaming |

### Minialbumy
| Rok  | Dane dot. minialbumu                                                                                          | Certyfikat          | Sprzedaż       |
| ---- | --- | ------------------- | -------------- |
| 2023 | Big Mommy - Wydany: 9 czerwca 2023 - Wytwórnia: Warner Music Poland - Format: CD, digital download, streaming | - ZPAV: złota płyta | - POL: 15 000+ |

### Single
| Rok  | Tytuł                           | Certyfikat              | Album      |
| ---- | ------------------------------- | ----------------------- | ---------- |
| 2020 | „Lollipop”                      |                         |            |
| 2021 | „Big Mommy”                     | - ZPAV: platynowa płyta | Big Mommy  |
| 2021 | „Kokieterka”                    | - ZPAV: złota płyta     | Big Mommy  |
| 2022 | „Karaluchy” (gościnnie: Białas) | - ZPAV: złota płyta     | Big Mommy  |
| 2022 | „Mamacita”                      | - ZPAV: złota płyta     | Big Mommy  |
| 2022 | „Chcę być jak Oliwka Brazil”    |                         | Big Mommy  |
| 2022 | „S.E.K.S.”                      |                         | Big Mommy  |
| 2023 | „Mam już dość”                  |                         | Big Mommy  |
| 2023 | „Freestyle”                     |                         | Oh My Gawd |
| 2023 | „Pu$$ycat Dollz”                |                         | Oh My Gawd |
| 2024 | „Glamorous”                     |                         | Oh My Gawd |
| 2024 | „Plan F”                        |                         | Oh My Gawd |
| 2024 | „Ty wiesz” (gośc. Chivas)       |                         | Oh My Gawd |
| 2024 | „Nie dzwoń do mnie”             |                         | Oh My Gawd |
| 2024 | „Dior Savage”                   |                         | Oh My Gawd |

### Gościnnie
| Rok  | Tytuł                                          | Certyfikat              | Album          |
| ---- | ---------------------------------------------- | ----------------------- | -------------- |
| 2020 | „Playboy” (Smolasty; gośc. Oliwka Brazil)      |                         | Ghetto Playboy |
| 2021 | „Oh Daddy” (Smolasty; gośc. Oliwka Brazil)     | - ZPAV: platynowa płyta | Almost Goat    |
| 2021 | „Stonerki” (Young Leosia; gośc. Oliwka Brazil) | - ZPAV: platynowa płyta | Hulanki        |
| 2022 | „Toxic Baby” (Smolasty; gośc. Oliwka Brazil)   | - ZPAV: złota płyta     | Almost Goat    |
| 2022 | „To jak” (Kizo; gośc. Oliwka Brazil)           |                         | Ostatni taniec |

## Trasy koncertowe
- Big Mommy Tour (2022)[28]